# Virginia Pearson

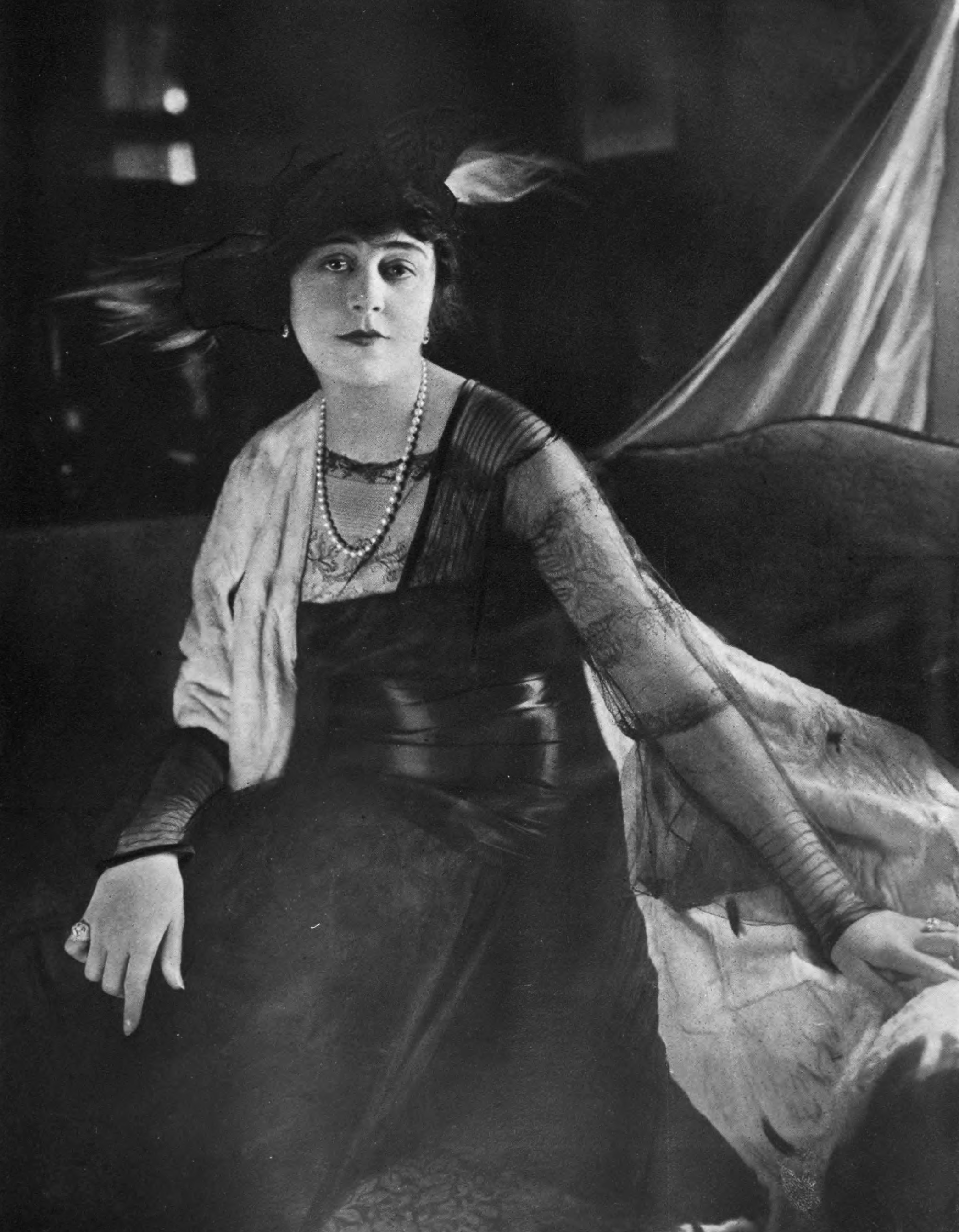
Virginia Pearson (1919)

Virginia Belle Pearson (* 7. März 1886 in Anchorage, Kentucky; † 6. Juni 1958 in Los Angeles, Kalifornien) war eine amerikanische Bühnen- und Filmschauspielerin. Sie drehte in ihrer Karriere von 1910 bis 1932 51 Filme.

## Karriere
Virginia Pearson wurde als Kind von Joseph F. Pearson und Mary Alice Calloway geboren. Sie hatte einen jüngeren Bruder Harvey Thompson Pearson. Ihre Großmutter war Precious Martha Grable Pearson, eine Großtante von Betty Grable.
Pearson arbeitete nach ihrem Schulabschluss für kurze Zeit als Assistentin in der öffentlichen Bibliothek in Louisville, ihrer Heimatstadt. Dort wurde sie durch Theateraufführungen bekannt. Sie ließ sich nach dem Vorbild der amerikanischen Bühnenstars ausbilden und spielte in Theaterstücken in Washington, D.C. und New York City. In New York spielte sie die Heldin in Hypocrisy. Pearson wurde von William Fox von der Fox Film Corporation für starke Vamp-Rollen angeworben, wie sie von Theda Bara gespielt wurden. Zu Pearsons Filmen gehören Blazing Love (1916), The Vital Question (1916), Sister Against Sister (1917), Wildness of Youth (1922), The Red Kimona (1925), Auf nach Illustrien (1925) und Das Phantom der Oper (1925).
Im Jahre 1916 trennten sich Pearson und ihr Ehemann, der Filmschauspieler Sheldon Lewis, von der Virginia Pearson Producing Company und schlossen sich der Independent Productions Company an, die mit einem Kapital von einer Million Dollar ausgestattet war. Das Ehepaar musste 1924 Konkurs anmelden. 1928 vollzogen Pearson und Lewis die Scheidung. Zu dieser Zeit galt es als schädlich für das Geschäft, wenn Filmschauspielerinnen verheiratet waren. Die beiden blieben auch nach der Scheidung ständige Begleiter und wohnten viele Jahre im alten Hollywood Hotel. Später lebten sie im Motion Picture Country House.

## Tod
Pearson starb am 6. Juni 1958 in Hollywood an einem akuten Nierenversagen, fast genau einen Monat nach Sheldon Lewis. Ihre Trauerfeier fand in der Pierce Brothers Hollywood Chapel statt. Sie wurde in einem unbeschrifteten Grab auf dem Valhalla Memorial Park Cemetery beigesetzt.

## Filmografie (Auswahl)
- 1910: On Her Doorsteps
- 1914: The Stain
- 1914: Aftermath
- 1915: The Turn of the Road
- 1916: Thou Art the Man
- 1916: Daredevil Kate
- 1917: Sister Against Sister
- 1917: A Royal Romance
- 1917: Thou Shalt Not Steal
- 1917: Wrath of Love
- 1918: The Firebrand
- 1918: Buchanan’s Wife
- 1919: The Bishop’s Emeralds
- 1922: Wildness of Youth
- 1923: A Prince of a King
- 1925: Auf nach Illustrien (The Wizard of Oz)
- 1925: Das Phantom der Oper (The Phantom of the Opera)
- 1926: Atta Boy
- 1927: Driven from Home
- 1928: In den Händen der Polizei (The Big City)
- 1928: Die Komödiantin (The Actress)
- 1929: Smilin’ Guns
- 1931: The Primrose Path
- 1932: Back Street